# Dún Laoghaire
Dún Laoghaire ([dˠuːnˠ ˈɫeːrʲə]) är en hamnstad i Irland, belägen cirka tolv kilometer sydost om Dublins centrum. Staden är administrativt centrum för Dun Laoghaire-Rathdown och tillhör Greater Dublin.

## Historia
Staden fick officiellt namnet Kingstown 1821 till ära av Georg IV som besökte platsen. 1921, medan Irlands självständighetskamp pågick, ändrade stadsstyret tillbaka namnet till det iriska. Namnet kommer från grundläggaren, Laoghaire, som var högkung av Irland under 400-talet som anlade ett fort (dún) här för att lättare kunna sända ut räder mot dagens England och Frankrike.

## Kommunikationer
Dún Laoghaire är sammankopplat med centrala Dublin genom förortsbanan DART och täta bussavgångar. Järnvägen mellan Dún Laoghaire och Dublin öppnades 1837 som den första järnvägslinjen i landet.
Hamnen ligger i den södra delen av Dublinviken men har ingen naturlig avgränsning av terrängen. Hamnen har därför två stora betongblock som skärmar den mot Irländska sjön.